# Сойка білогорла
Сойка білогорла (Calocitta formosa) — вид горобцеподібних птахів родини воронових (Corvidae).

## Поширення
Вид зустрічається у Центральній Америці (на півдні Мексики, на заході Гватемали та у Коста-Риці).

## Спосіб життя
Селяться ці пташки на різних висотах — від узбережжя до 1200 метрів над рівнем моря, але найчастіше вибирають середні висоти до 800 метрів. Часто їх можна побачити в гілках листопадних дерев, на узліссях лісу або на кавових плантаціях, рідше — в заростях кактусів. Ці птахи ведуть осілий спосіб життя, при цьому самці, ставши дорослими, залишають місця, де вони з'явилися на світ, попередньо перейнявши у своїх батьків досвід самостійного життя. Навичкам добування їжі вони навчаються кілька років, після чого стають
неперевершеними майстрами по пошуку гусениць, жаб, ящірок, пташиних яєць, насіння, фруктів і нектару.

## Опис
Тіло завдовжки 45-56 см, вага тіла до 213 г. Пташка має довгий хвіст та чубчик на голові. Чубчик чорного забарвлення, по краях є біле або синє пір'я. Має біле обличчя та горло та чорну корону на голові. Крім того на горлі є вузька чорна смуга. Груди, черево і нижня частина крижів є білими, а крила, спина і хвіст синього кольору.